# Revisionismo
Il revisionismo è una linea di pensiero o di condotta di chi sostiene la necessità di correggere opinioni e tesi correnti o dominanti in campo ideologico, politico o storico ritenute scorrette sulla base di una revisione documentale.

## Esempi di revisionismi
Diversi sono gli esempi di revisionismo:
- nell'ambito della prassi marxista sono qualificati con questo nome i movimenti riformisti della fine del XIX secolo o, nel secondo dopoguerra, chi non si conformava alla leadership dell'URSS come i fuoriusciti dal PCI dopo la rivolta ungherese; il PCC accusò di "revisionismo moderno" il PCUS kruscioviano.
- in politica estera, il revisionismo indica la volontà a rivedere trattati internazionali come avvenne ad esempio nel caso della Germania nei confronti dei trattati di pace e delle clausole dei risarcimenti dopo la prima guerra mondiale nel 1919-1920.
- nell'ambito della storiografia, coloro che reinterpretano eventi opponendosi a teorie consolidate
  - In Italia sono oggetto di revisionismo storiografico il dibattito circa la rivoluzione napoletana del 1799[senza fonte] e sulle insorgenze antigiacobine, sulle interpretazioni del Risorgimento, sul Brigantaggio postunitario e soprattutto sul fascismo;
  - in Israele sono considerate revisioniste le tesi della Nuova storiografia israeliana (Simha Flapan, Benny Morris, Avi Shlaim, Tom Segev, Zeev Sternhell, Ilan Pappé e altri) per la quale, per esempio, è totalmente non documentata la tesi dominante in Israele secondo cui centinaia di migliaia di Palestinesi avrebbero abbandonato le loro terre e le loro case nel 1948-49 spinti dalle esortazioni e dalle disposizioni date in tal senso dagli alti comandi arabi (Gran mufti di Gerusalemme Amīn al-Husaynī e Alto Comitato Arabo in Palestina);

## Revisionismo della prassi marxista
La parola Revisionismo è utilizzata per indicare una revisione radicale delle idee di Karl Marx e di Friedrich Engels in materia di lotta di classe e di dittatura del proletariato.
In questo senso revisionisti sono i movimenti europei socialisti che, in opposizione al movimento comunista, hanno auspicato sin dal XIX secolo la trasformazione in senso socialista dello Stato borghese nel rispetto delle libertà politiche e nell'accettazione del metodo democratico. Per questa ragione storicamente in campo politico revisionismo è sinonimo di socialismo riformista. Ma esistette pure un revisionismo di sinistra identificabile nel sindacalismo rivoluzionario.
In seguito alla trasformazione marxista-leninista dei movimenti comunisti, revisionismo è diventata anche l'accusa che i partiti comunisti, che fino a tutti gli anni settanta del 1900 si ispiravano alle direttive di Mosca, rivolgevano non solo alla Socialdemocrazia europea ma anche a tutti quei partiti comunisti che non riconoscevano il primato e le direttive del PCUS.
Accuse di revisionismo furono, ad esempio, portate dai sostenitori della politica staliniana al maresciallo Tito per la sua re-interpretazione del comunismo nel suo paese (l'allora Jugoslavia) e poi a Nikita Khruščёv per il ripudio del principio marxista-leninista della inevitabilità della guerra e per l'accettazione della coesistenza pacifica.
Il governo della Repubblica Popolare Cinese nel 1976, con la scomparsa del leader Mao Tse-tung, indicò come revisionisti i partiti comunisti italiano e sovietico, respingendo i rispettivi telegrammi di cordoglio.

## Revisionismo politico
Il termine fu molto usato in occasione delle due Guerre Mondiali. Gli stati, vincitori e vinti, dei due conflitti adottarono frequentemente una propria politica di revisione dei trattati di pace, finalizzata al recupero di territori e popolazioni perdute o rivendicate.
In Europa, praticamente ogni governo, fattosi forte di nazionalismi e di interessi economici rivendicò a lungo determinate situazioni socio-geografiche, tali da divenire una delle cause dello scoppio del secondo conflitto mondiale.
Di seguito si elencano i numerosi casi di revisionismo dei vari territori maggiormente contesi in Europa.
- Carelia: Con la Pace di Tartu (10 ottobre 1920) una parte dell'istmo fu annesso dalla Finlandia, mentre la parte orientale divenne repubblica autonoma fino al 1940 in seno alle Repubbliche sovietiche. La minoranza finlandese della repubblica russa, portò il governo di Helsinki a rivendicare anche questa regione davanti alla Società delle Nazioni nel 1924, senza peraltro raggiungere alcun risultato, poiché l'URSS non ne era stato membro. Perduto l'intero istmo con la "Guerra d'inverno", l'intera regione è ripresa dalla Finlandia nel 1941, ponendo come capoluogo Petrozavodsk ribattezzato Aänislinna. Nel giugno 1944 la regione ritorna alla Federazione sovietica con Vyborg e Kakisalmi.
- Cecoslovacchia: la neonata repubblica nel 1933 entrò in attrito con la crescente potenza tedesca per la politica pangermanica nazista di riunire tutti i territori marginali (Rand Gebieten) di lingua tedesca in un Grande Reich. I monti Sudeti erano allora abitati da circa tre milioni di tedeschi che si organizzarono in un partito nazista locale. L'arrendevolezza politica britannica a Monaco, ne permise l'annessione da parte della Germania il 10 ottobre 1938, atto preliminare per la successiva occupazione di Praga del 15 marzo 1939. Il protettorato tedesco si estese così su tutta la Boemia, mentre la Slovacchia si proclamò indipendente, accordandosi per divenire un protettorato tedesco il 23 marzo successivo. Lo stato slovacco esteso sulla Rutenia con un'estensione di kmq. 38.055 e una popolazione di 2.653.564 abitanti, fu governato dal filonazista mons. Giuseppe Tiso che nel 1947 fu processato ed impiccato.
- Danzica: la città portuale col suo distretto di km². 1952 fu data dichiarata "città libera" sotto la diretta amministrazione della Società delle Nazioni nel 1919, in territorio doganale polacco. Ma la presenza in città di una maggioranza tedesca e l'assenza di un accordo per definire il cosiddetto "corridoio polacco" tra Germania e Polonia, fu una della cause della Seconda Guerra Mondiale.
- Finlandia: dichiaratasi indipendente dall'mpero russo il 6 dicembre 1917 con l'aiuto tedesco, sconfigge i bolscevichi espellendoli dal paese che diviena repubblica il 17 luglio 1919. Divenuto stato neutrale, si oppose alle pressanti ricieste sovietiche di cedere la regione della Carelia, la penisola dei Pescatori e la base militare di Hankö. Il 30 novembre 1939 è attaccata dalla truppe sovietiche che si scontrano con l'accanita resistenza condotta dal maresciallo Mannheim (1 dicembre 1930-2 marzo 1940) nella cosiddetta "Guerra d'inverno". Sconfitta dalla superiorità russa dovette cedere con la Pace di Mosca parte della Carelia con Vyborg e la base di Hankö. Alleatasi alla Germania il 25 giugno 1941 per recuperare i territori perduti, riuscì a rioccupare buona parte della Carelia esclusa Kandalaksa, ma nella primavera del 1944 la controffensiva sovietica riconquistò i territori fino a Vyborg, stipulando l'armistizio del 17 settembre 1944.
- Hlucin (Hultschin): città della Slesia ceduta dalla Germania alla Cecoslovacchia col suo distretto (km². 328) nel 1919 è contestata dalla confinante Polonia quando è nuovamente annessa dalla Germania con i Sudeti nel 1939.
- Jaworzno: il 10 agosto 1920 il distretto di Spisz fu assegnato in parte alla Polonia ed in parte con la città alla Cecoslovacchia. Il governo polacco tuttavia non riconosce tale suddivisione e ricorse alla Società delle Nazioni, finché si arrivò ad un accordo per concedere facilitazioni economiche e commerciali sulla frontiera (6 maggio 1924).
- Posnania: la città e il distretto prussiano di Poznan (Posen) per km². 27.443, nel dicembre 1918 votò per l'annessione alla Polonia. In particolare con l'ascesa del nazismo, si appuntarono le mire revisionistiche tedesche a causa della forte minoranza tedesca che continuò a risiedervi, finché nel 1939 con l'invasione della Polonia fu annessa al III Reich che vi operò una forte germanizzazione della popolazione. Alla fine della Guerra, dopo il 1945 quasi 700 mila tedeschi furono obbligati a lasciare la regione e a trasferirsi in Germania.
- Slesia: nel 1919 l'alta Slesia prussiana fu data alla Cecoslovacchia con la città di Hultschin (km². 4.423), mentre la restante parte orientale, a seguito di plebiscito, fu ripartita tra la Polonia con Katowice e il suo distretto di 5.230 km², e la Germania che la divise nelle due province di Alta (Oppeln) e Bassa Slesia (Breslavia).
- Teschen: la città ceduta dall'Austria alla Polonia, nel 1919 divenne oggetto di grave controversia con la Cecoslovacchia per la vicina frontiera, finché venne divisa a metà dalla Conferenza degli ambasciatori (28 luglio 1920), quando approfittando dell'occupazione di Praga le truppe polacche occuparono anche l'altra metà, fino all'occupazione tedesca.
- Transcarpazia: la Rutenia carpatica si estendeva per circa kmq. 12.800; appartenuta fino al 1918 al Regno di Ungheria con la sconfitta degli Imperi Centrali venne ceduta alla neonata Cecoslovacchia. Tuttavia con l'accordo di Monaco e le pressioni della Germania nazista (settembre 1938), il governo ceco fu costretto a riconoscere in autonomia un "governo ruteno" con sede ad Uzgorod e formato da Ucraini filotedeschi. Il 2 novembre 1938, dopo il primo arbitrato di Vienna, la parte sudoccidentale tra i fiumi Uz e Tibisco fu annessa dall'Ungheria, mentre il governo ruteno si trasferì a Chust. Quando il 15 marzo 1939 i tedeschi occuparono Praga, l'Ungheria il 16 marzo annettè tutta la regione, tenendola fino all'arrivo delle truppe sovietiche nell'ottobre 1944.
- Transilvania: con la sconfitta degli Imperi Centrali venne ceduta alla Romania nel 1918, sebbene a lungo contestata dall'Ungheria. Solo coni il secondo arbitrato di Vienna Ciano-Ribbentrop (30 agosto 1940) la parte settentrionale con Oradea e Cluj tornò all'Ungheria che la governò fino al 1944, finché nel 1947 fu nuovamente ceduta alla Romania.
- Lituania: repubblica indipendente dalla Russia (1918) entra presto in conflitto con la Polonia che annette parte dei territori assegnati fino agli accordi del 1938. Nel 1939 è costretta a cedere alla Germania Memel, città portuale assegnata nel 1924, e sei mesi dopo è occupata e annessa alla Russia sovietica (1940).

Lettonia: nuova repubblica nata nel 1918, riesce a respingere i sovietici nel 1920. Nel 1936 dopo anni di governi deboli ed instabili ci fu il colpo di Stato di Ulmanis che abolisce la costituzione che cerca di mantenerne invano la neutralità tra Berlino e Mosca, fino all'occupazione sovietica dell'agosto 1940.

## Revisionismo storiografico
Non credo di essere più revisionista di quanto debba essere abitualmente un qualsiasi studioso di storia. Ma se rifiutassi di fregiarmi della parola concederei un punto al gergo comunista e darei un contributo al cattivo uso che della parola si è fatto in Italia per molti anni. Ecco quindi le "confessioni di un revisionista".»
(Sergio Romano, dall'introduzione di Confessioni di un revisionista - Ponte alle Grazie - 1998.)
La storia - in quanto scienza umana - quando vede applicato il metodo scientifico alla propria materia è intimamente revisionista.
(Enrico Neani)
L'uso politico che continuamente viene fatto delle vicende storiche, tuttavia, impone spesso obtorto collo coloriture di fazione alle tesi revisioniste, che per questo spesso non vengono dibattute per il loro intrinseco valore scientifico, ma solo per le ricadute politiche che esse possono avere, in particolare quando queste coincidano con una critica delle basi storico-mitiche di un potere politico costituito. Un esempio di revisionismo storico in tal senso può essere considerato lo smascheramento della cosiddetta "Donazione di Costantino" ad opera del filologo Lorenzo Valla.
A causa del fatto che analogamente al revisionismo anche alcune correnti di pensiero che negano in tutto o in parte l'olocausto ebraico durante la seconda guerra mondiale "revisionano" in qualche maniera una visione del passato, queste vengono definite "revisionismo dell'olocausto". Tale corrente viene però definita "negazionismo dell'olocausto" dai detrattori, ma in realtà bisogna considerare che qualunque revisionismo nega in qualche modo qualcosa introducendo nuove informazioni e spesso sostituendole a quelle considerate sbagliate, riduttive o di parte.
Secondo diversi critici il negazionismo avrebbe forti affinità con la cosiddetta "teoria (o sindrome) del complotto".

## Negazionismo dell'olocausto
(Valentina Pisanty)
Il revisionismo sull'Olocausto è un ambito che tende ad assumere caratteristiche scientifiche o antiscientifiche che spesso si confondono e si sovrappongono fra di loro. In genere il revisionismo scientifico tende ad analizzare le fonti e le modalità della persecuzione antiebraica tedesca, senza argomenti preconcetti. Il revisionismo antiscientifico (o parascientifico) invece parte dal presupposto che lo sterminio di milioni di ebrei durante la seconda guerra mondiale non sia mai avvenuto (o sia avvenuto in proporzioni enormemente minori a quanto conclamato) e pertanto viene definito più propriamente negazionismo.
Principale argomento del negazionismo sull'olocausto:
- Sull'olocausto, il negazionismo sostiene, con varie argomentazioni, che esso non sarebbe mai avvenuto, pur accettando che una persecuzione vi sia stata, ma sostanzialmente quasi "indolore" fin quando la Germania, devastata dalla guerra, non ha potuto più assicurare cibo e assistenza sanitaria agli internati nei ghetti e nei lager, che avrebbero quindi iniziato a morire in gran copia, ma sempre in un numero molto inferiore ai 4 o 6 milioni comunemente accettati dalla storiografia ufficiale.

Il "padre del negazionismo" è considerato Paul Rassinier.
Il punto focale del movimento negazionista è costituito dall'Institute for Historical Review, dal periodico di tale istituto e dal congresso annuale tenuto e popolato da studiosi tra i quali il direttore dell'istituto Mark Weber, David Irving, Robert Faurisson, Ernst Zündel, Germar Rudolf e David Cole.
Le posizioni scientifiche revisioniste sull'Olocausto invece dividono gli studiosi in due gruppi, chiamati essenzialmente "intenzionalisti" e "funzionalisti"

## Altri esempi di "negazionismi"e loro rapporto col revisionismo storiografico
Altri esempi di negazionismi si hanno nei casi di persecuzioni e stermini contro popolazioni minoritarie o sconfitte e ci sono aspri dibattiti sulle cifre e le modalità di persecuzione, come ad esempio nei seguenti casi:
- Armeni durante la grande guerra (da parte dei turchi ottomani e dei curdi)
- Montagnard in Vietnam dopo la riunificazione del Paese (da parte dei vietcong)
- Italiani d'Istria e Dalmazia nel 1943-1947 (da parte degli iugoslavi e dagli ambienti della sinistra italiana)
- Tibetani dopo l'occupazione cinese nel 1953 (da parte dei cinesi popolari)
- Tedeschi dei territori passati alla Polonia e dei Sudeti nel 1945 (da parte di polacchi e boemi)
- Desaparecidos argentini durante la dittatura militare del 1976-1983 (da parte dei sostenitori della dittatura militare)

In Turchia, in particolar modo, la legge proibisce di parlare di "genocidio armeno" e punisce come diffusione di notizie false e tendenziose il dibattito e la denuncia circa l'uccisione di un numero di armeni oscillante fra i 700.000 e il milione e mezzo fra 1915 e 1917.
In Italia il dibattito attorno alle cosiddette "foibe" (cavità carsiche nelle quali venivano precipitati i prigionieri dei partigiani iugoslavi, vivi o morti) vede tuttora la negazione da parte di alcune parti politiche e degli ambienti allogeni sloveni, ossia l'eliminazione sistematica di 3-4000 italiani in Istria e Dalmazia, con lo scopo di decapitare la comunità giuliano-dalmata e fiaccare la sua volontà di resistenza all'invasione iugoslava, oppure costringerla (come è avvenuto) all'emigrazione in massa. Secondo gli ambienti negazionisti, nelle "foibe" sarebbero stati celati i cadaveri di alcune centinaia di "criminali fascisti" e "collaborazionisti" italiani e slavi.
In Germania, il recente annuncio da parte del governo di Berlino di voler dedicare un museo ai cittadini tedeschi espulsi da Slesia, Pomerania e Prussia e dai Sudeti, ha provocato vivaci proteste da parte del governo polacco.
È importante notare che tali negazionismi si configurano come "storia ufficiale". Il revisionismo storiografico, di conseguenza, risulta essere la loro antitesi, una costante insidia alla sopravvivenza di questi costrutti.